# (14404) 1991 NQ6
(14404) 1991 NQ6 là một tiểu hành tinh vành đai chính. Nó được phát hiện bởi Henri Debehogne ở Đài thiên văn La Silla ở Chile ngày 11 tháng 7 năm 1991.